# Mauritius flagga
Mauritius flagga har fyra horisontella fält i färgerna rött, blått, gult och grönt. Flaggan antogs av Mauritius den 9 januari 1968 och har proportionerna 2:3. Handelsflaggan och den flagga som används av statens fartyg ansluter till de brittiska handels- och statsflaggorna Red Ensign och Blue Ensign.

## Symbolik
Det röda fältet symboliserar oberoende och kampen för frihet, det blå Indiska oceanen, det gula den ljusa framtid som friheten innebär och det gröna växtligheten som gör ön grön året runt. Färgerna återkommer även i statsvapnet.

## Historik
Mauritius var mellan 1718 och 1810 en fransk koloni som kallades Île de France. Ön övergick i brittisk ägo 1810 under Napoleonkrigen och var en brittisk koloni fram till 1968. Flaggan skapades ursprungligen av brittiska riksheraldikerämbetet College of Arms inför självständigheten 1968 och hissades första gången på självständighetsdagen den 12 mars samma år. När Mauritius blev republik inom det brittiska samväldet den 12 mars 1992 behölls flaggan från 1968 i oförändrat skick.

### Den brittiska kolonins flaggor

Den brittiska kolonialflaggan 1906-1923
Den brittiska kolonialflaggan 1906-1968